# Hpweb.com 사건
Hpweb.com 사건은 대한민국 사업자가 등록한 인터넷 주소 'hpweb.com'을  미국 도메인 등록기관인 NSI에 등록해 사용했으나  HP사가 미국 국가중재위원회(NAF)에 도메인 이전을 요구하는 강제조정을 신청해 이전결정을 받아냄으로써 도메인을 넘겨주어 미국 휴렛팩커드(HP)사에 손해배상 청구를 한 사건이다. 소유자 김씨는 NAF의 결정이 부당하며 HP사가 해당 도메인을 사용함으로써 얻은 이익 등을 반환하라는 소송을 한국 법원에 냈으나 국내 재판관할권이 있는지 등에 대한 판단이 엇갈려 두 차례 대법원 파기환송 판결이 내려지기도 했고 최종적으로 대한민국 대법원은 주소의 소유자가 HP사를 상대로 낸 손해배상 청구소송에서 원고 패소로 판결한 원심을 확정했다.

## 판시내용
- ‘hpweb.com’은 HP사의 상표에 인터넷 네트워크를 의미하는 ‘web’과 ‘com’이 부가된 정도에 불과해 해당 상표와 혼동을 일으킬 정도로 유사하고, 김씨는 애초 이 도메인을 자신의 상업적 웹사이트에 연결되도록 해 HP사와 후원, 제휴 또는 보증 관계가 있는 것 같은 혼동을 일으키려는 의도가 있었던 것으로 보인다.
- 김씨의 도메인 등록, 사용은 미국 캘리포니아주 법상 인터넷 도메인 무단점유(cybersquatting)에 해당해 위법하고 HP사는 김씨에게 도메인 사용 금지를 요구할 권리가 있고, 김씨는 HP사를 상대로 도메인을 돌려달라고 할 수 없다.

## 참고 문헌
- "인터넷 주소 `hpweb.com' 美 HP에 이전 정당" 연합뉴스 2011/06/20
- 손해배상(지) [대법원 2011.5.26, 선고, 2009다15596, 판결]
- [분쟁사례분석] 김OO vs. 휴렛팩커드 2012/04/24, In 사례분석